# Bel-ibni
Bel-ibni va ser rei de Babilònia entre els anys 703 aC i 700 aC. Era un noble babiloni d'origen caldeu i educat a Nínive, i va ser posat a tron per Sennàquerib, rei d'Assíria després d'haver derrocat Marduk-Apal-Iddina II. Sennàquerib va considerar que seria més pràctic i econòmic un govern indirecte que l'assimilació a Assíria del regne de Babilònia.
Bel-ibni va formar una aliança amb els caldeus i els elamites i va conspirar contra Assíria. Després de diversos enfrontaments, els assiris van vèncer la coalició l'any 700 aC i van fer presoner a Bel-ibni que va ser portat a Assíria. Sennàquerib va posar al tron de Babilònia al seu fill Asshur-Nadinshum.